# Televisione via cavo
La televisione via cavo (o TV via cavo) è la televisione che giunge agli utenti utilizzando come mezzo trasmissivo un cavo per telecomunicazioni.
È lo standard di segnale sia analogico e digitale diffuso soprattutto negli USA; al 1995 più di 60 milioni di famiglie statunitensi (quasi il 65% delle case dotate di un televisore) ricevevano i programmi televisivi via cavo. Anche in Svizzera, la TV via cavo copre quasi l'intero territorio nazionale.

## Storia
La televisione via cavo è uno strumento di trasmissione delle immagini televisive, che nasce negli Stati Uniti alla fine degli anni 1940, quando, in alcuni paesi che per ragioni geografiche non ricevevano bene i segnali televisivi, i commercianti di elettrodomestici si accorsero che potevano incrementare le vendite di ricevitori, installando una potente antenna ricevente sull'altura più vicina e portando il segnale, fortemente amplificato, alle case poste nelle cosiddette zone d'ombra, tramite un cavo coassiale. Questa iniziativa diffuse la televisione in molti piccoli villaggi degli Stati Uniti che prima non potevano averla. Per buona parte degli anni cinquanta, perciò, la televisione via cavo fu un fatto marginale, un puro espediente tecnico per la ripetizione dei programmi emessi dai grandi network o dalle stazioni locali, nelle aree geograficamente isolate.
Il grande boom della televisione via cavo si ha a partire dal 1957, quando negli Stati Uniti si incomincia a diffondere la televisione a colori. La sinergia cavo-televisione a colori diventa molto importante perché quest'ultima riusciva ad arrivare nelle case con una maggior qualità se si usava il cavo, soprattutto nelle grandi città, dove alti grattacieli facevano da schermo a molte abitazioni impedendo che le trasmissioni a colori arrivassero in modo qualitativamente accettabile. Il cavo diventa dunque uno strumento molto adatto a diffondere rapidamente il colore nelle grandi città, a dispetto dei prezzi ancora molto elevati dei TV-color.

## Descrizione

### Tecnologia

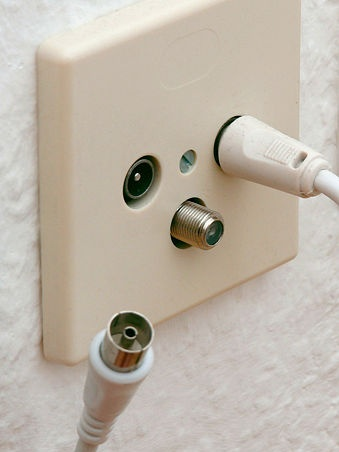
Classica presa della tv via cavo

Viene diffusa agli utenti attraverso reti per telecomunicazioni che possono utilizzare metodi di trasmissione diversi in diversi tratti della rete. La tv via cavo funziona con tre elementi: il canale, la rete cablata e il televisore. Questo tipo di televisione usa il seguente sistema:
1. delle antenne e delle parabole catturano i segnali delle emittenti televisive, delle stazioni radiofoniche e dei servizi interattivi
2. dopo esser stati catturati, questi segnali vengono rielaborati, filtrati e convertiti in altre frequenze, riordinati e se il provider vuole trasmettere a pagamento questi canali, criptati.

### Sistemi di trasmissione e ricezione dei programmi
A monte della trasmissione dei programmi televisivi via cavo sta la diffusione via satellite, un sistema di distribuzione dei segnali televisivi che opera anche indipendentemente dal successivo trasferimento via cavo. I satelliti infatti possono anche inviare il segnale direttamente agli apparecchi riceventi: il sistema viene definito direct-to-home (DTH, che vuol dire direttamente a casa), o anche direct-broadcast satellite (DBS, ossia trasmissione diretta satellitare), e funziona mediante la cattura dei dati da parte di singole antenne paraboliche installate nelle abitazioni. Con il sistema DTH si possono tuttavia ricevere i canali trasmessi da un solo satellite, perché si dipende dal puntamento della propria parabola, mentre con il sistema via cavo si può ricevere il segnale di più satelliti. Poiché sia il sistema DTH che il sistema via cavo (inteso come ridiffusione ADSL dei segnali satellitari) captano i canali da satelliti, si usa talvolta indifferentemente il termine “televisione via satellite” per designare entrambi i metodi di trasmissione.

### Servizi offerti
La digitalizzazione dei sistemi via cavo e la crescente diffusione dell'utilizzo delle fibre ottiche permetteranno in futuro di offrire servizi di diverso genere: “pay-per-view”, nei quali lo spettatore paga per il singolo programma che desidera vedere; “video on demand”, nel quale vengono offerti programmi a scelta dello spettatore, e un'ampia gamma di servizi interattivi, tra cui lo “home banking” (gestione da casa del proprio conto bancario), lo home shopping, e servizi similari.
Anche il sistema DTH può offrire alcuni di questi servizi, ma allo stato attuale esso non permette il “video on demand” e le forme più sofisticate di interattività. È probabile che, in un futuro assai prossimo, nelle aree in cui l'installazione di sistemi via cavo risulterà essere troppo costosa, il DTH sarà il mezzo principale per convogliare i segnali televisivi e interattivi; ma in altre zone, soprattutto nelle aree urbane, dove le reti già installate potranno costituire l'infrastruttura che faciliterà l'allacciamento capillare via cavo, sarà quest'ultimo metodo di trasmissione a prevalere.

## Standard televisivi
In base al metodo di trasmissione utilizzato nel tratto di rete che giunge all'utente la televisione si distingue infatti in:
- televisione terrestre se il metodo di trasmissione utilizza onde radio emesse da trasmettitori posti sulla superficie terrestre;
- televisione satellitare se il metodo di trasmissione utilizza onde radio emesse da trasmettitori posti su satelliti per telecomunicazioni geostazionari;
- televisione via cavo se il metodo di trasmissione utilizza un cavo coassiale per telecomunicazioni.

### Analogici
Gli standard di televisione analogica via cavo sono:
- PAL (televisione)
- SÉCAM
- NTSC

### Digitali
Gli standard di televisione digitale via cavo sono:
- DVB-C
- ATSC
- ISDB-C

Lo standard DVB-C è lo standard diffuso nel maggior numero di nazioni del mondo. Lo standard ATSC è utilizzato solo in America del Nord. Lo standard ISDB-C è invece utilizzato in Giappone.

## Diffusione nel mondo
Sull'onda della televisione comunitaria canadese, anche in Europa si incomincia a scoprire la televisione via cavo come veicolo per creare televisioni locali regionali. Nel corso degli anni settanta approda in Europa: prima in Belgio, poi in Francia, nel Regno Unito, in Germania, e infine in Italia. Nei Paesi Bassi, in Belgio e in Svizzera lo sviluppo della tv via cavo avviene più rapidamente; nel Regno Unito e in Francia si è sviluppata con maggiori difficoltà. Il paese dove ha avuto più successo è la Germania, dove nel 2015 circa il 41% della popolazione è allacciata ad una rete via cavo.
Lo sviluppo della tv via cavo ha svolto diverse funzioni: la prima, tecnologica, poi quella sociale e poi ancora la funzione di comunicazione a fianco della televisione tradizionale. L'Italia cominciò tra gli anni ottanta e novanta a studiare gli aspetti della codifica del segnale video sulla rete SIP presso i laboratori CSELT dove Leonardo Chiariglione avviò il gruppo internazionale MPEG con l'obiettivo della standardizzazione della codifica del segnale audio-video.
Lo sviluppo maggiore si è avuto tuttavia nell'area asiatica, dove Murdoch e gli operatori statunitensi stanno espandendo il mercato dei servizi DTH e il sistema di diffusione via cavo contemporaneamente. In Argentina la televisione via cavo arrivò negli anni sessanta. Il Belgio è il paese più cablato d'Europa con il 99% delle famiglie collegate a reti televisive via cavo. La Romania è un esempio della forte penetrazione della televisione via cavo in Europa, con il 79% delle famiglie collegate alla televisione via cavo. La Svizzera è il terzo paese più cablato in Europa.

### Germania
La televisione via cavo è cresciuta con più facilità in Germania, dove il governo, in collaborazione con Deutsche Telekom, ha deciso di coprire con una rete di fibre ottiche gran parte del territorio nazionale. Alla fine del 1995, 15.800.000 case erano cablate, equivalenti al 42% dei possessori di un televisore. Questa scelta si spiega anche con il fatto che le dimensioni della Germania generano un mercato considerevolmente esteso, che può soddisfare anche gli operatori del sistema DTH, che attualmente serve oltre 6.500.000 abbonati.

### Italia
Con l'inizio di un ciclo regolare di trasmissioni televisive, nel 1954, a cura della RAI, solo a partire dal 1970 si ebbe una certa diffusione a livello infrastrutturale, tuttavia nell'ottica di incrementarne la diffusione, la STET avviò nel 1995 il Progetto SOCRATE, con il fine di stendere la fibra ottica lungo tutta la penisola italiana; l'iniziativa venne interrotta due anni dopo a seguito della ristrutturazione e fusione in Telecom Italia nel 1997.

### Paesi Bassi
I Paesi Bassi sono il secondo paese più cablato d'Europa. La tecnologia via cavo venne introdotta negli anni sessanta collegando tutti i televisori di un comune, o di un distretto, ad un'unica antenna, poiché troppe antenne non solo rovinavano l'estetica delle case, ma erano anche pericolose (soprattutto durante il maltempo). Alla fine degli anni settanta cominciarono a trasmettere via cavo le prime emittenti private locali; nacque anche una pay tv, "FilmNet". Nel corso degli anni novanta le emittenti via cavo sono aumentate notevolmente. Dalla fine degli anni novanta è disponibile la televisione digitale via cavo.

### Regno Unito
Mancando la concorrenza del DTH (che fu lanciato solo nel 1994), il cavo si sviluppò rapidamente nel mondo. In Gran Bretagna la trasmissione via cavo, dopo un esordio poco promettente, iniziò ad affermarsi nel 1983: tuttavia, i grossi investimenti nel settore partirono solo con i primi anni novanta, quando gli imprenditori vennero incentivati dalla possibilità di offrire, congiuntamente ai servizi televisivi, anche quelli telefonici.
Nel 1989 il cavo si trovò a competere con il sistema DTH fornito da Rupert Murdoch, il quale era al tempo stesso il principale provider, ossia fornitore di programmi, e dunque occupava sul mercato una posizione di predominio. I lunghi tempi di costruzione dei sistemi via cavo e il prezzo più alto della programmazione ridussero, alla fine del 1995, gli abbonati al sistema via cavo a meno di 1.300.000, mentre il British Sky Broadcasting (BSkyB), che trasmetteva in DTH, ne contava 3.600.000. Ciononostante, il successo della telefonia via cavo (il cui numero di abbonati è di gran lunga superiore a quello della televisione via cavo), insieme alla speranza nei futuri servizi interattivi, hanno mantenuto in vita l'industria della televisione via cavo.

### Stati Uniti d'America
Sono 80 milioni le famiglie statunitensi che possiedono un contratto per vedere la tv via cavo, ovvero il 72% del totale delle famiglie statunitensi provviste di un apparecchio televisivo. La maggior parte delle reti via cavo viene trasmessa ora anche via satellite, ma il 90% delle prime 20 reti via cavo può contare su un'audience potenziale di oltre 90 milioni di famiglie americane anche perché il 95% delle case è cablata, pronta per ospitare le trasmissioni. Negli Stati Uniti vi sono più di 300 canali via cavo attualmente disponibili sull'intero territorio nazionale. Le piattaforme televisive via cavo statunitensi hanno come unico introito gli abbonamenti pagati dalle famiglie che hanno un contratto per la visione dei canali. Tutte le piattaforme ogni mese pagano la rete televisiva per poterla distribuire ed averla nel proprio pacchetto, garantendole una percentuale delle revenue provenienti dalla raccolta degli abbonamenti.
Il cable operator quindi raccoglie più Cable Networks (ovvero i canali) e vende al consumatore un “pacchetto mensile” di canali, un bouquet. Restano esclusi dal free mensile alcune reti considerate premium che si devono pagare sempre a parte.
In genere il prezzo dei vari pacchetti è molto basso poiché gli abbonati alle varie piattaforme sono molti.